# The Hawks
The Hawks is een honk- en softbalvereniging te Dordrecht, Nederland.
Op 8 september 1959 werd de vereniging The Hawks opgericht, initiatiefnemer hiervoor was Daam Hoogendijk, docent lichamelijke opvoeding aan de kweekschool. Er werd gestart met een tweetal heren-honkbalteams. Een van de trekpleisters toentertijd was de Amerikaan John Barret die later bekend werd als internationaal scheidsrechter in het basketbal.
The Hawks speelden aanvankelijk in het sportpark van Dordrecht en in de Stadspolders, waar de vereniging de velden gebruikte van V.V. Oranje-Wit. Hier werd naast de honkbalpoot ook een softbalpoot opgericht. In 1972 kregen zij een eigen veld aan de Krommedijk. Hier groeide de club uit tot een grote naam in het Nederlandse honkbal met 20 teams in de nationale competitie en de interregionale jeugd, die meespeelde op het hoogste niveau en meestreed om het kampioenschap van Nederland.
Eind jaren negentig ging het minder met de club, die op dat moment nog slecht met 7 teams deelnam aan de competitie. Het eerste herenteam heeft zich sinds die tijd echter herpakt en speelt sinds die tijd weer in de tweede klasse. Promotie naar de eerste klas werd een aantal keren op een haar na gemist. In 2009 lukte het de ploeg om te promoveren naar de landelijke eerste klasse.
In het seizoen 2012 plaatsen The Hawks als winnaar van de Overgangsklasse (voormalige eerste klasse) zich voor de hoofdklasse promotie/degradatieseries. Hierin wordt tegenstander Sparta/Feijenoord (nummer laatst uit de Hoofdklasse 2012) in een best-of-five series met 3-2 verslagen. Hiermee dwong The Hawks promotie naar de Hoofdklasse af.
Tegenwoordig is The Hawks actief in de 2e klasse van het Nederlandse honkbal.